# Tổng Công ty Kinh tế Kỹ thuật Công nghiệp Quốc phòng (Việt Nam)
Tổng công ty Kinh tế Kỹ thuật Công nghiệp Quốc phòng (GAET; tiếng Anh: Defence Economic Technical Industry Corporation) trực thuộc Bộ Quốc phòng Việt Nam được thành lập theo Quyết định số 3035/ QĐ- BQP ngày 23 tháng 8 năm 2011, hoạt động theo hình thức công ty mẹ - công ty con trên cơ sở tổ chức lại Công ty TNHH một thành viên Vật tư Công nghiệp quốc phòng, là doanh nghiệp quốc phòng có chức năng kinh doanh đa ngành, đa lĩnh vực: xuất nhập khẩu, kinh doanh vật tư, thiết bị, dây chuyền công nghệ phục vụ sản xuất quốc phòng và kinh tế; xuất nhập khẩu và kinh doanh vật liệu nổ công nghiệp, dịch vụ nổ mìn; đào tạo nghề và xuất nhập khẩu lao động; liên doanh sản xuất nguyên liệu phục vụ sản xuất công nghiệp quốc phòng và nhiều chức năng kinh doanh quan trọng khác.

## Lịch sử
Tiền thân của GAET là cục Vật tư Nhiên liệu (Tổng cục Hậu cần), cục Cung ứng Vật tư (Tổng cục Kỹ thuật) với nhiệm vụ quan trọng là cung cấp đảm bảo vũ khí, vật tư, nhiên liệu phục vụ cho cuộc kháng chiến giải phóng dân tộc.

## Tổ chức

### Lãnh đạo
- Chủ tịch HĐTV: Đại tá Nguyễn Anh Tuấn
- Tổng Giám đốc: Đại tá Phan Chiến Thắng
- Các Phó Tổng Giám đốc: 
  - Trung tá Nguyễn Thanh Hải
  - Thượng tá Nguyễn Văn Hải
  - Đại tá Phạm Anh Tú

### Cơ quan trực thuộc
- Văn phòng
- Phòng Kế hoạch
- Phòng Chính trị
- Phòng Tổ chức Lao động
- Phòng Tài chính Kế toán
- Phòng Đối ngoại - Pháp chế
- Phòng Hậu cần
- Phòng Kỹ thuật An toàn
- Phòng 1
- Phòng 2
- Phòng  3
- Phòng  4
- Phòng  5
- Phòng 6
- Ban Kiểm soát

### Công ty con trực thuộc
- Công ty vật liệu nổ công nghiệp
- Chi nhánh vật liệu nổ Miền Trung
- Chi nhánh Xí Nghiệp Lam Kinh
- Công ty Đào tạo Nghề và XNK Lao động
- Công ty TNHH MTVCơ khí Z179
- Chi nhánh Xí nghiệp 197
- Công ty TNHH MTV T608
- Công ty TNHH MTV Vật tư công nghiệp quốc phòng
- Công ty Cổ phần Kinh tế Kỹ thuật
- Công ty khoan và nổ mìn Trường Sơn

### Văn phòng đại diện
- Văn phòng đại diện tại miền Trung
- Văn phòng đại diện tại miền Nam
- Văn phòng đại diện nước ngoài

## Thành tích
- Thượng hiệu vàng (2007) của Bộ Công thương[6], Nhãn hiệu nổi tiếng nhãn
- Chứng nhận " Top 50 nhãn hiệu cạnh tranh Việt Nam" do Hội Sở hữu trí tuệ Việt Nam cùng các cơ quan bảo trợ Liên hiệp các hội Khoa học và Kỹ thuật Việt Nam, Viện Sở hữu trí tuệ, phối hợp tổ chức bình chọn năm 2012, 2024[6]
- Huân chương Quân công hạng Ba (2012)[6]
- Huân chương Quân công Hạng Nhì (2023)